# Ed van den Heuvel
Edward Peter Jacobus (Ed) van den Heuvel, né le 2 novembre 1940 à Soest, est un astronome néerlandais et professeur émérite à l'Institut Astronomique de Anton Pannekoek de l' Université d'Amsterdam.
Van den Heuvel est bien connu pour ses travaux sur la formation et l'évolution d'objets astrophysiques compacts tels que les étoiles à neutrons, trous noirs et les naines blanches dans les systèmes binaires, et pour ses recherches sur les explosions de rayons gamma.
Van den Heuvel a étudié les mathématiques, la physique et l'astronomie à l'Université d'Utrecht. Là, il a obtenu son diplôme de doctorat en 1968 pour ses recherches sur la rotation des étoiles. Au cours de sa carrière, il a travaillé entre autres à l'Université de Californie, à l'Université d'Utrecht, à l'Institute for Advanced Study et à la Vrije Universiteit Brussel.
L'astéroïde (3091) van den Heuvel a été baptisé en son honneur.